# Кузелевская
Кузелевская — нежилая деревня в Шенкурском районе Архангельской области. Входит в состав муниципального образования «Шеговарское».

## География
Деревня расположена в южной части Архангельской области, в таёжной зоне, в пределах северной части Русской равнины, в 30 километрах на север от города Шенкурска, на левом берегу реки Ледь, притока Ваги.
Часовой пояс
Кузелевская, как и вся Архангельская область, находится в часовой зоне МСК (московское время). Смещение применяемого времени относительно UTC составляет +3:00.

## Население
| 2002 | 2010 | 2012 |
| ---- | ---- | ---- |
| 0    | →0   | →0   |

## История
Указана в «Списке населённых мест по сведениям 1859 года» в составе 2-го стана Шенкурского уезда Архангельской губернии под номером «2381» как «Кузелевская (Хабарова)». Насчитывала 7 дворов, 14 жителей мужского пола и 22 женского.
В «Списке населенных мест Архангельской губернии к 1905 году» деревня Кузелевская (Хабарова) насчитывает 8 дворов, 24 мужчины и 34 женщины. В административном отношении деревня входила в состав Ямскогорского сельского общества Ямскогорской волости (образовалась 1 января 1889 года путём выделения из Предтеченской волости).
На 1 мая 1922 года в поселении 16 дворов, 21 мужчину и 33 женщины.
В 2004 году деревня вошла в состав Ямскогорского сельского поселения. 2 июля 2012 года деревня Кузелевская вошла в состав Шеговарского сельского поселения в результате объединения муниципальных образований «Шеговарское» и «Ямскогорское».